# Worlddidac Association
Der Worlddidac Verband ist der globale Handelsverband für Unternehmen, die Produkte und Lösungen für alle Stufen der Bildung, Aus- und Weiterbildung anbieten. Es ist der einzige weltweit tätige Verband in diesem Wirtschaftssektor und vereint über 150 Firmen und Organisationen aus 40 verschiedenen Ländern der Lehrmittelbranche. Der Worlddidac Verband mit Sitz in Bern, Schweiz organisiert in Zusammenarbeit mit lokalen Partnern weltweit Messen im Lehrmittelbereich.
Bis 2014 fand in Basel in Zusammenarbeit mit der MCH Group die Worlddidac Basel, eine der weltweit größten Messen der Lehrmittelbranche statt. Zum ersten Mal wurde im Jahr 2012 zeitgleich zur Worlddidac Basel die Didacta Schweiz Basel ausgerichtet. Die parallel stattfindende Branchenfachmesse richtete sich in erster Linie an Schweizer Fachpersonen aus der Bildungswelt, während die international ausgerichtete Worlddidac Basel B2B-Aussteller beherbergt. Die Kooperation mit MCH Group wurde nicht verlängert.
Im Jahr 2016 veranstaltete Worlddidac Association zusammen mir BERNEXPO AG die World Education Days und Swiss Education Days in Bern. Im November 2018 kehrt die Namensgebung zurück zu Worlddidac International und Swissdidac. Die Messe findet weiterhin in Bern statt.

## Organisation
Der Verband wird vom Präsidium (neu Executive Council), bestehend aus 10 Vertretern der Lehrmittelbranche, gelenkt. Die alle zwei Jahre stattfindende Mitgliederversammlung wählt das Präsidium und gibt die Grundausrichtung des Verbandes vor.
Das operative Tagesgeschäft wird vom Worlddidac-Sekretariat unter der Leitung von Geschäftsführer Dr. C. Rodrigo Sáez Muñoz, Director General von Bern, Schweiz ausgeführt.

## Aktivitäten
Der Verband hat verschiedene Aktivitätenfelder, die sich sowohl an Mitglieder wie auch an Nicht-Mitglieder des Verbandes richten:
- Veranstaltung von mehreren internationalen Worlddidac Messen
- Organisation von Handelsdelegationen
- Pflege des Branchen-Netzwerkes
- Durchführung des Worlddidac Award
- Vergabe der Qualitätszertifizierung Worlddidac Quality Charter (WQC)
- Information und Services an Mitglieder (Newsletter, Business Opportunities)

## Messen
In Zusammenarbeit mit lokalen Partnern veranstaltet der Verband jedes Jahr auf mehreren Kontinenten eine Reihe von Branchenmessen. Die neuste Erweiterung ist die WORLDDIDAC Astana, die im Jahr 2012 zum ersten Mal in Astana, Kasachstan durchgeführt wurde.
| Name                                                | Ort                  | Datum                    |
| --------------------------------------------------- | -------------------- | ------------------------ |
| Gulf Educational Supplies and Solutions (GESS) 2013 | Dubai, V.A.E         | 4. – 6. März 2013        |
| WORLDDIDAC Astana 2013                              | Astana, Kasachstan   | 9. – 11. April 2013      |
| WORLDDIDAC PAVILION an der Educar 2013              | São Paulo, Brasilien | 22. – 25. Mai 2013       |
| WORLDDIDAC PAVILION an der Virtual Euduca 2013      | Medellin, Kolumbien  | 17. – 21. Juni 2013      |
| WORLDDIDAC India 2013                               | Mumbai, Indien       | 11. – 13. September 2013 |
| WORLDDIDAC Asia 2013                                | Bangkok, Thailand    | 9. – 11. October 2013    |
| Didacta Suisse Lausanne 2013                        | Lausanne, Schweiz    | 20. – 22. November 2013  |

Alle zwei Jahre findet mit der WORLDDIDAC eine der wichtigsten internationalen Branchenmessen für Bildungsressourcen statt. Die Ausgabe im Jahr 2018 lockte über 200 Aussteller sowie über 13'000 Fachbesucher an und fand zeitgleich mit der SWISSDIDAC statt.

## Worlddidac Award
Die Worlddidac Award Foundation (vormals Worlddidac-Stiftung) verleiht seit über 25 Jahren den Worlddidac Award, eine international anerkannte Auszeichnung für Bildungsressourcen. Die Teilnehmer sind Firmen, die Produkte und Lösungen für alle Stufen der Bildung anbieten. Der 1984 ins Leben gerufene Worlddidac Award wird alle zwei Jahre durchgeführt. Mit Hilfe einer Vorevaluation durch Lehrkräfte und einer internationalen Expertenjury sowie einem klar definierten Kriterienkatalog werden die angemeldeten Produkte bewertet und ausgezeichnet. Die Gewinner werden jeweils im Sommer bekannt gegeben und im Rahmen einer Verleihungszeremonie ausgezeichnet.